# 巴拉雷克丘
巴拉雷克丘是烏茲別克南部帖爾米茲附近的一處考古遺址，為嚈噠貴族一處小型、具防禦工事的封地，其中出土許多壁畫，年代約為5世紀晚期至7世紀早期，稍晚於迪尔伯金丘（位於阿富汗境內）壁畫的年代。巴拉雷克丘與阿吉那丘和卡菲尔·卡拉（皆位於塔吉克境內）的壁畫風格同屬吐火羅派（Tokharistan school），並影響了年代稍晚的彭吉肯特粟特藝術。

## 壁畫
巴拉雷克丘的壁畫皆以宴會為主題，雖與該地區同期以佛教為主題的壁畫不同，畫中也沒有佛教人物，但風格仍有相似之處。畫中的男人不蓄鬍，女子樣貌圓潤，皆穿戴華美的服裝與珠寶配件。這些壁畫很可能是描繪6世紀早期（突厥汗國征服此地以前）嚈噠貴族典型的宮廷生活，形象類似巴米揚大佛山洞頂部壁畫中的嚈噠人；另外有些學者認為巴拉雷克丘的壁畫為公元571年突厥汗國征服此地、與薩珊波斯以阿姆河為界之後方繪製。6世紀晚期巴拉雷克丘的大多數壁畫都受到毀損。

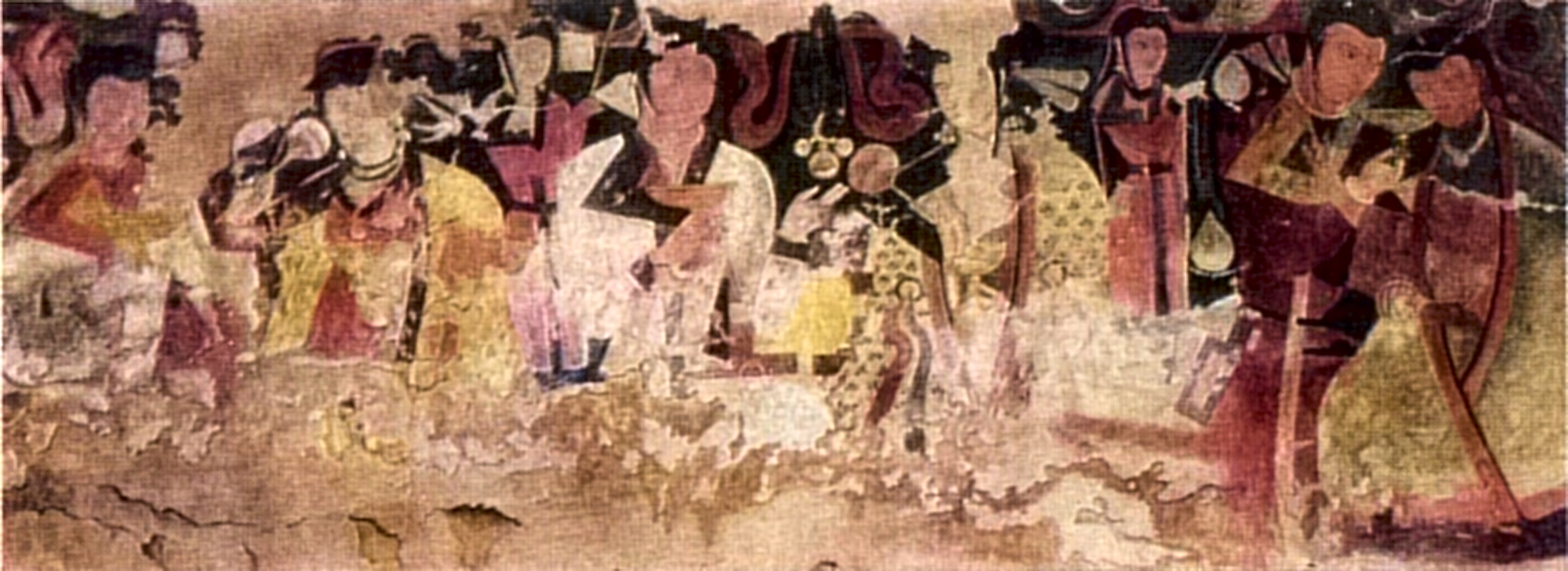
巴拉雷克丘的壁畫

有學者認為巴拉雷克丘壁畫中的男子和察赤（Chach，即今塔什干）錢幣上一些匈尼特人/嚈噠統治者的形象相似，另有學者認為這些硬幣屬突厥汗國。